# Rivière Missisquoi Nord
Rivière Missisquoi Nord är ett vattendrag i Kanada.   Det ligger i provinsen Québec, i den sydöstra delen av landet, 260 km öster om huvudstaden Ottawa.
Omgivningarna runt Rivière Missisquoi Nord är en mosaik av jordbruksmark och naturlig växtlighet. Runt Rivière Missisquoi Nord är det glesbefolkat, med 11 invånare per kvadratkilometer.